# Karshi Challenger 2009
Il Karshi Challenger 2009 è un torneo professionistico di tennis maschile giocato sul cemento, che faceva parte dell'ATP Challenger Tour 2009. Si è giocato a Qarshi in Uzbekistan dal 17 al 23 agosto 2009.

## Partecipanti

### Teste di serie
| Nazionalità | Giocatore          | Ranking* | Testa di serie |
| ----------- | ------------------ | -------- | -------------- |
| Russia      | Michail Elgin      | 193      | 1              |
| Ucraina     | Illja Marčenko     | 202      | 2              |
| Slovacchia  | Kamil Čapkovic     | 221      | 3              |
| Spagna      | Carles Poch-Gradin | 258      | 4              |
| Lettonia    | Andis Juška        | 270      | 5              |
| Ucraina     | Ivan Serheev       | 274      | 6              |
| Lettonia    | Deniss Pavlovs     | 297      | 7              |
| Russia      | Valery Rudnev      | 300      | 8              |

- Ranking al 10 agosto 2009.

### Altri partecipanti
Giocatori che hanno ricevuto una wild card:
- Rifat Biktyakov
- Djakhongir Djalalov
- Sergej Šipilov
- Vaja Uzakov

Giocatori passati dalle qualificazioni:
- Ričardas Berankis
- Murad Inoyatov
- Sadik Kadir
- Mikhail Ledovskikh
- Patrick Taubert (lucky loser)

## Campioni

### Singolare
Rainer Eitzinger ha battuto in finale  Ivan Serheev con il punteggio di 6–3, 1–6, 7–6(3)

### Doppio
Sadik Kadir /  Purav Raja hanno battuto in finale  Andis Juška /  Deniss Pavlovs con il punteggio di 6–3, 7–6(4)